# Винг, Шон
Шон Винг (англ. Sean Wing; 10 июля 1982 года; Лас-Вегас) — американский певец и актёр, чей дебют состоялся в драме «Прикосновение ангела». Наибольшую известность получил благодаря роли Криса Притчетта в сериале «Славные люди» и Чеда Гриффина в «Только правде».

## Карьера
В 2000 году Шон появился в эпизоде драмы CBS «Прикосновение ангела» в роли Зака Колльера. Затем последовала главная мужская роль Криса Причетта в мелодраме «Славные люди» канала ABC Family.
Шон снялся в нескольких независимых фильмах: в независимой комедийной драме «Десятидюймовый герой»; триллере «Не забывай меня» с Карли Шрёдер и Коли Линли; «Красные и синие шарики» Дэвида МакКея, где сыграл вместе с Биллом Сэдлером и Джеем Полсоном. Также исполнил роль Чарли в романтической комедии «Снова ты» с Кристен Белл и Одетт Юстман в главных ролях.
В 2010 присоединился к актёрскому ансамблю драмы ABC «Только правда» в роли Чеда Гриффина, но сериал был закрыт после выхода в эфир первых семи эпизодов.
В 2011 году актёр получил роль Ника в четвёртом сезоне мелодрамы «90210: Новое поколение».

## Фильмография

### Кино
| Кино | Кино                       | Кино                | Кино               | Кино                      |
| Год  | Название                   | В оригинале         | Роль               | Примечания                |
| ---- | -------------------------- | ------------------- | ------------------ | ------------------------- |
| 2011 | Красные и синие шарики     | Red & Blue Marbles  | Роберт Лоусон      | на стадии пост-продакшена |
| 2011 | Криминальный город         | Fuzz Track City     | Зак Ли             | на стадии пост-продакшена |
| 2010 | Снова ты                   | You Again           | Чарли Мэйсон       | кино-театральный релиз    |
| 2009 | Не забывай меня            | Forget Me Not       | Ти-Джей            | независимый фильм ужасов  |
| 2008 | Мунк                       | Munch               | Парень на свидании | камео                     |
| 2008 | Бонус за посещаемость      | The Attendant's Tip | Джон Мейер         | короткометражный фильм    |
| 2007 | Десятидюймовый герой       | Ten Inch Hero       | Тэд                | независимый фильм         |
| 2006 | Зелёный сезон              | Green Season        | Мужчина            | короткометражный фильм    |
| 2006 | Другой мир: Зло против Зла | Darkworld           | Брайан             | кино-театральный релиз    |
| 2004 | Во тьме                    | In The Dark         | Риз Гентри         | кино-театральный релиз    |

### Телевидение
| Телевидение | Телевидение                   | Телевидение                | Телевидение           | Телевидение                                                                           |
| Год         | Название                      | В оригинале                | Роль                  | Примечания                                                                            |
| ----------- | ----------------------------- | -------------------------- | --------------------- | ------------------------------------------------------------------------------------- |
| 2011        | 90210: Новое поколение        | 90210                      | Ник                   | 5 эпизодов                                                                            |
| 2010        | Только правда                 | The Whole Truth            | Чед Гриффин           | основной состав; закрыт                                                               |
| 2010        | Обмани меня                   | Lie On Me                  | Дэвил                 | эпизод «Hold-on-U»                                                                    |
| 2009        | Мелроуз-Плейс                 | Melrose Place              | Леви Фостер           | эпизод «June»                                                                         |
| 2009        | Морская полиция: Лос-Анджелес | NCIS: Los Angeles          | Тэд Брок              | эпизод «Random on Purpose»                                                            |
| 2009        | До смерти красива             | Drop Dead Diva             | Чарли Тарп            | эпизод «Crazy»                                                                        |
| 2009        | 10 причин моей ненависти      | 10 Things I Hate About You | Мистер Лиам Росс      | эпизод «Don’t Give a Damn About My Bad Reputation»                                    |
| 2008        | Лунный свет                   | Moonlight                  | Скотт Уолш            | эпизод «Click»                                                                        |
| 2008        | Медиум                        | Medium                     | Гордон Ларош в юности | эпизод «After Taste»                                                                  |
| 2007        | Путешественник                | Journeyman                 | Сэмми                 | эпизод «Winterland»                                                                   |
| 2007        | Детектив Раш                  | Cold Case                  | Винс Патриелли        | эпизод «Running Around»                                                               |
| 2007        | Что насчёт Брайана            | What About Brian           | Сивен                 | эпизод «What About Secrets»                                                           |
| 2007-2008   | Юг неизвестности              | South Of Nowhere           | Итан Маркс            | эпизоды - «Spencer’s 18th Birthday» - «Career Day» - «Saturday Night Is for Fighting» |
| 2006        | Славные люди                  | Beautiful People           | Крис Притчетт         | основной состав                                                                       |
| 2000        | Прикосновение ангела          | Touched By An Angel        | Зак Колльер           | эпизод «Reasonable Doubt»                                                             |